# Albert White (musicien)
Pour les articles homonymes, voir White et Albert White.
Albert White, né le 1er décembre 1942, est un guitariste de blues américain, chanteur et auteur-compositeur. Sa carrière musicale débute à la fin des années 1950, quand il joue dans le groupe du bluesman Piano Red, qui devient plus tard le groupe Dr Feelgood & the Interns.
Il a également joué avec plusieurs groupes ou personnalités comme The Tams, Joe Tex, Ray Charles, Beverly Watkins, Clarence Carter, Ben E. King, Hank Ballard and the Midnighters, ou encore Rufus Thomas. Il a aussi sorti deux albums en son propre nom.

## Biographie
Albert White naît à Atlanta (Géorgie (États-Unis)) dans une famille de musiciens : il commence la guitare très jeune avec son oncle qui n'est autre que Piano Red. À l'âge de neuf ans, il trouve lui-même les accords sur son ukulélé puis Piano Red l'envoie se former auprès du guitariste de son groupe Wesley Jackson. Il progresse tant qu'il finit par rejoindre le groupe de son oncle en tant que guitariste à la fin des années 1950, puis devient leader du groupe qui s'appelle désormais Dr Feelgood & the Interns, au début de l'année 1962. Beverly Watkins est une autre membre du groupe, Albert White et elle se lient d'amitié. Lorsque le groupe est dissous à la fin des années 1960, il rejoint le groupe The Tams jusqu'au début des années 1970, puis il joue avec Hank Ballard and the Midnighters.
Albert White joue également dans son propre ensemble nommé The Rockers ; ceux-ci se produisent dans les juke joints, boîtes de nuit, et à divers endroits dans le Sud-Est des États-Unis. Pendant leurs tournées, ils jouent notamment aux côtés de Rufus Thomas, Ray Charles, Joe Tex, et Ben E. King. En outre, il enregistre avec Clarence Carter pour Peacock Records. Dans les années 1970, Albert and The Rockers sont enregistrés pendant deux concerts à Atlanta, l'un au New Palladium sur la Bankhead Highway, et le second au Sportsman Oasis Ballroom. Les deux performances ont été capturées sur des lecteurs cassette placés sur scène. Ceux-ci sont restés dans l'oubli jusqu'à être remastérisés par Music Maker et sorti en septembre 2016, sous le titre Albert White & The Rockers.
En 2000, Albert White rejoint le label Music Maker, bénéficiant ainsi d'assistance financière et de nouveaux équipements qui lui permettent d'enregistrer en 2007 son album Soul of the Blues. Ce dernier bénéficie de collaborations avec Steve Cropper, Elvin Bishop et Beverly Watkins. Désormais libéré de la contrainte financière, il fait la promotion de son travail,. Il en profite pour réaliser une tournée à travers les États-Unis, en Europe et en Australie,.
Sa chanson A Rose For My Lady apparaît sur la compilation Blues Sweet Blues (2008). Son titre Stranded apparaît quant à lui sur The Music Maker Revus Live! in Europe (2011), publié par Dixiefrog.
En janvier 2016, Albert White joue pour la Music Maker Blues Revue pendant le GlobalFest 2016 sur la scène du Webster Hall de New York.

## Discographie

### Albums
| Année | Titre                        | Label       |
| ----- | ---------------------------- | ----------- |
| 2007  | Soul of the Blues            | Music Maker |
| 2016  | Albert White and the Rockers | Music Maker |